# Dodo Abaixidze
Davit «Dodo» Abaixidze (georgià: დავით [დოდო] აბაშიძე; rus: Дави́д Ива́нович Абаши́дзе; 1 de maig de 1924 - 26 de gener de 1990) va ser un actor i director de cinema georgià soviètic. Abaixidze, que es va unir al Partit Comunista de la Unió Soviètica el 1960, va ser nomenat Artista del Poble de Geòrgia el 1967. Després del seu traspàs, van nomenar un carrer de Tbilisi en el seu honor. Va aparèixer en 50 pel·lícules entre 1954 i 1988.
Abaixidze va estudiar a l'Institut de Teatre Shota Rustaveli de Tbilisi i es va graduar el 1949. Després es va incorporar a la companyia del Teatre Rustaveli però després d'uns anys es va dedicar de ple al cinema. El debut cinematogràfic d'Abaixidze va ser el paper de Bichiko a la comèdia de Siko Dolidze Txritixna (1954), que es va convertir en un èxit de taquilla a tota la URSS. Durant les tres dècades següents, l'actor va treballar amb tots els principals directors del cinema georgians i va treballar en una varietat de gèneres que van des de l'aventura històrica fins al drama contemporani i la comèdia musical. Tengiz Abuladze i Revaz Chkheidze el van oferir en el seu exitós debut conjunt Magdanas Lurdja (1955), Otar Ioseliani a Giorgobistve (1966), Eldar Xengelaia a 'Aratxveulebrivi gamopena (1968), i Gueorgui Danélia a Ar daidardo (1969). Un altre paper destacat va ser el pastor Sosana que es resisteix a la modernització urbana a La Gran Vall Verda (1968).
Un dels grans èxits d'Abaixidze va ser la codirecció de dues imatges amb Serguei Paradjànov: Ambavi Suramis tsikhisa (1984) i Ashik Kerib (1988), on també va actuar.